# تايلوريات
تايلوريات (الاسم العلمي: Taylorella) هي جنس من البكتيريا، سلبية الغرام، تتبع فصيلة المقليات.